# 후츠파
후츠파(라틴 알파벳:chutzpah, 히브리 문자:חוצפה)는 무례, 뻔뻔, 철면피 따위를 뜻하는 히브리어 낱말이다. 이와 함께, 용기, 배포, 도전성 따위를 뜻하기도 한다.

## 의의
후츠파는 이스라엘의 독특한 정신 문화로서, 권력자 또는 권위자에게 자기 생각을 과감하게 표현하는 용기의 밑바탕이 된다. 또한 자신도 권위와 권력에 안주하지 않고 상대 생각을 잘 들어 보거나 스스로 자만심을 내려놓고 냉철하게 자신을 평가하게 된다.
따라서 후츠파는 끊임없이 쇄신을 일으키는 원동력이 되고, 특히 변화가 빠른 정보통신기술(IT) 분야에서 그 정신이 높게 평가된다.
2013년 자료에 따르면, 이스라엘에는 스타트업 1,032개가 있다. 또한 2009년 자료에 따르면, 이스라엘 국민 한 사람이 얻는 벤처 자금은 미국인의 2.5배, 유럽인의 30배, 인도인의 80배, 중국인의 300배이다. 이스라엘에는 세계 벤처 투자금의 35퍼센트가 몰려 있다. 이웃 나라와 심한 적대 관계인 탓에 항상 준전쟁 체제임에도 불구하고, 세계 100대 첨단 기술 기업 중 75개가 이스라엘에 연구소 또는 생산 기지를 두고 있다.
세계 기업가와 투자가들은 후츠파 정신 때문에 이스라엘이 지식 기반 산업에서 우위에 있다고 분석한다. 미국에서는 20세기 후반부터 후츠파가 엄청난 용기를 일컫는 말로 쓰였으며, 한국에서는 2010년 이후부터 창조 경제, 청년 창업 등을 강조하면서 후츠파를 언급하기 시작했다. 하지만 대중에 널리 알려진 것은 아니다.

## 같이 보기
- 오만 (자기애)
- 시수 (문화)

1. ↑  “보관된 사본”. 2014년 3월 28일에 원본 문서에서 보존된 문서. 2014년 3월 28일에 확인함.
2. ↑  http://www.hankyung.com/news/app/newsview.php?aid=2011062747471
3. ↑  “보관된 사본”. 2014년 3월 28일에 원본 문서에서 보존된 문서. 2014년 3월 28일에 확인함.
4. ↑  http://calamis.tistory.com/549
5. ↑  http://mappedinisrael.com
6. ↑  “보관된 사본”. 2014년 3월 28일에 원본 문서에서 보존된 문서. 2014년 3월 28일에 확인함.
7. ↑  http://news1.kr/articles/1054777
8. ↑  “보관된 사본”. 2016년 7월 28일에 원본 문서에서 보존된 문서. 2018년 5월 11일에 확인함.